# Seznam hradů na Slovensku
Seznam hradů na Slovensku seřazených podle krajů:

## Banskobystrický kraj

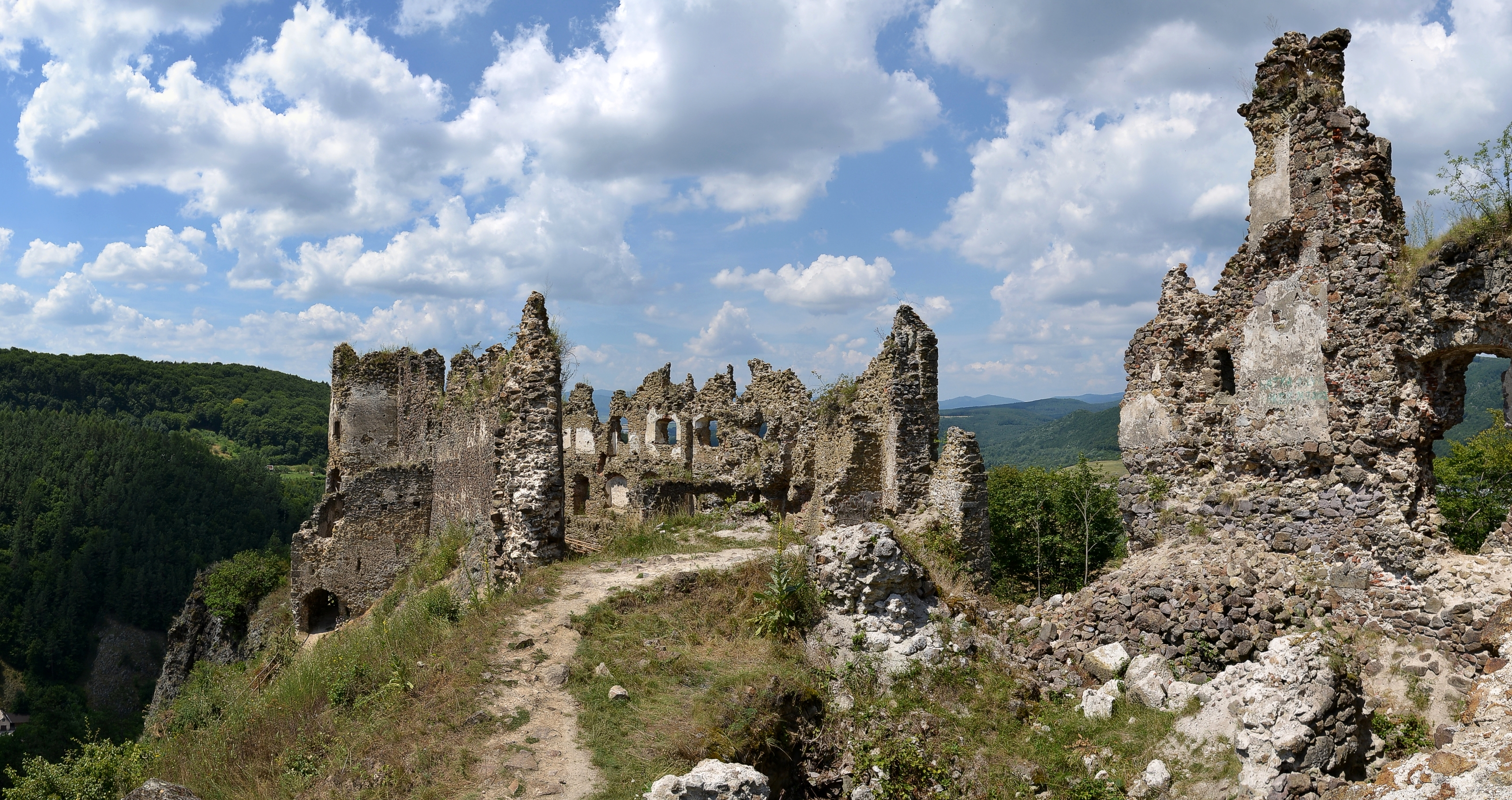
Šášovský hrad

- Banská Bystrica – uváděn také jako zámek
- Banská Štiavnica (starý zámok)
- Blh
- Breznica
- Bzovík
- Cerovo
- Čabraď
- České Brezovo
- Divín
- Dobrá Niva
- Dolné Plachtince
- Drienok
- Fiľakovo
- Gemer
- Glanzenberg
- Hajnáčka
- Hodejov
- Ipeľské Predmostie
- Jelšava
- Kremnica – označovaný také jako zámek
- Modrý Kameň
- Muráňský hrad
- Peťuša[1][2]
- Pustý hrad (Sklené Teplice)
- Pustý hrad (Zvolen)
- Revište
- Sitno
- Šášovský hrad
- Šomoška

## Bratislavský kraj

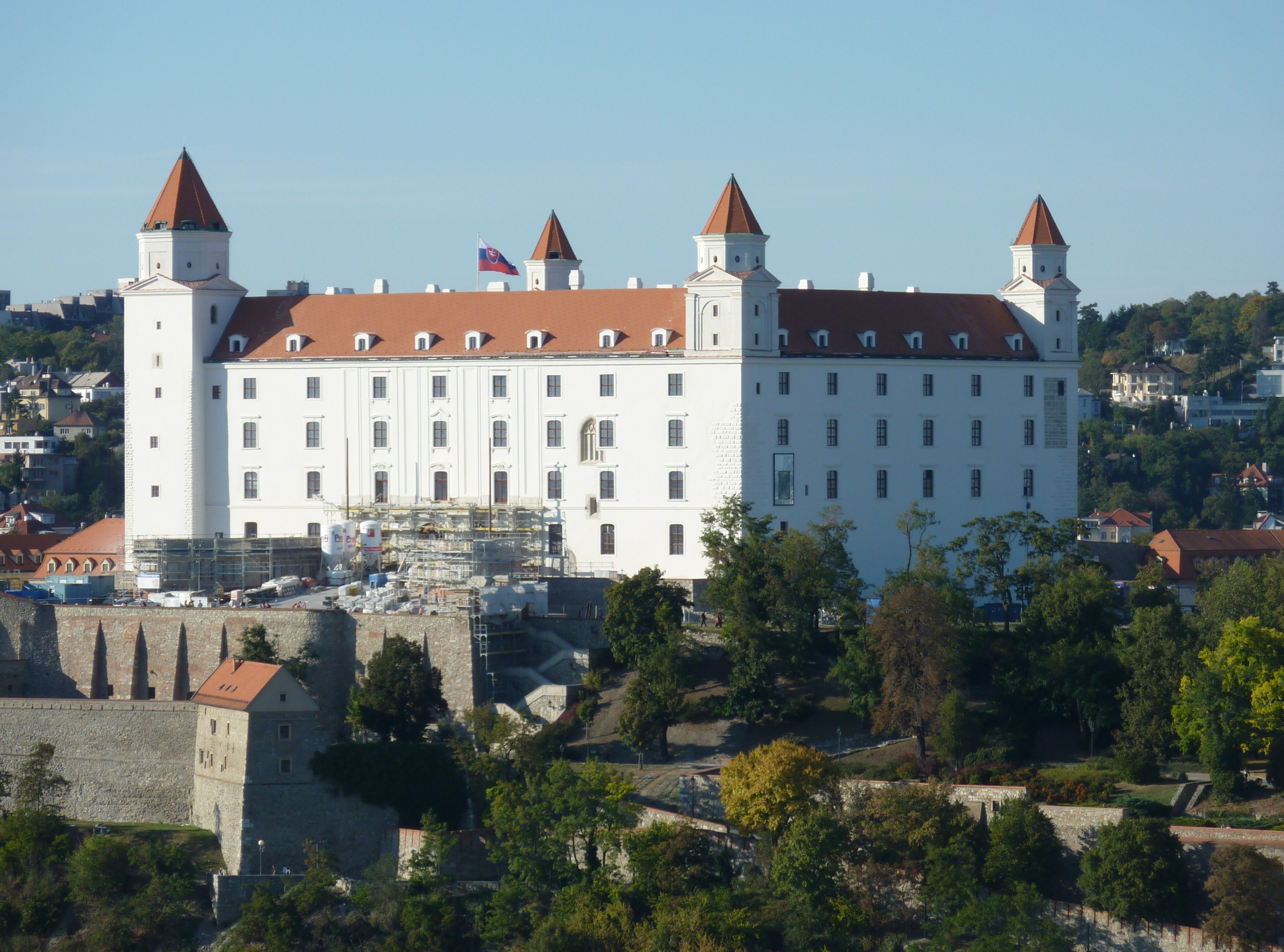
Bratislavský hrad

- Biely Kameň
- Bratislava
- Čeklís
- Červený Kameň
- Devín
- Dračí hrádek
- Kuchyňa
- Pajštún
- Plavecký hrad

## Košický kraj

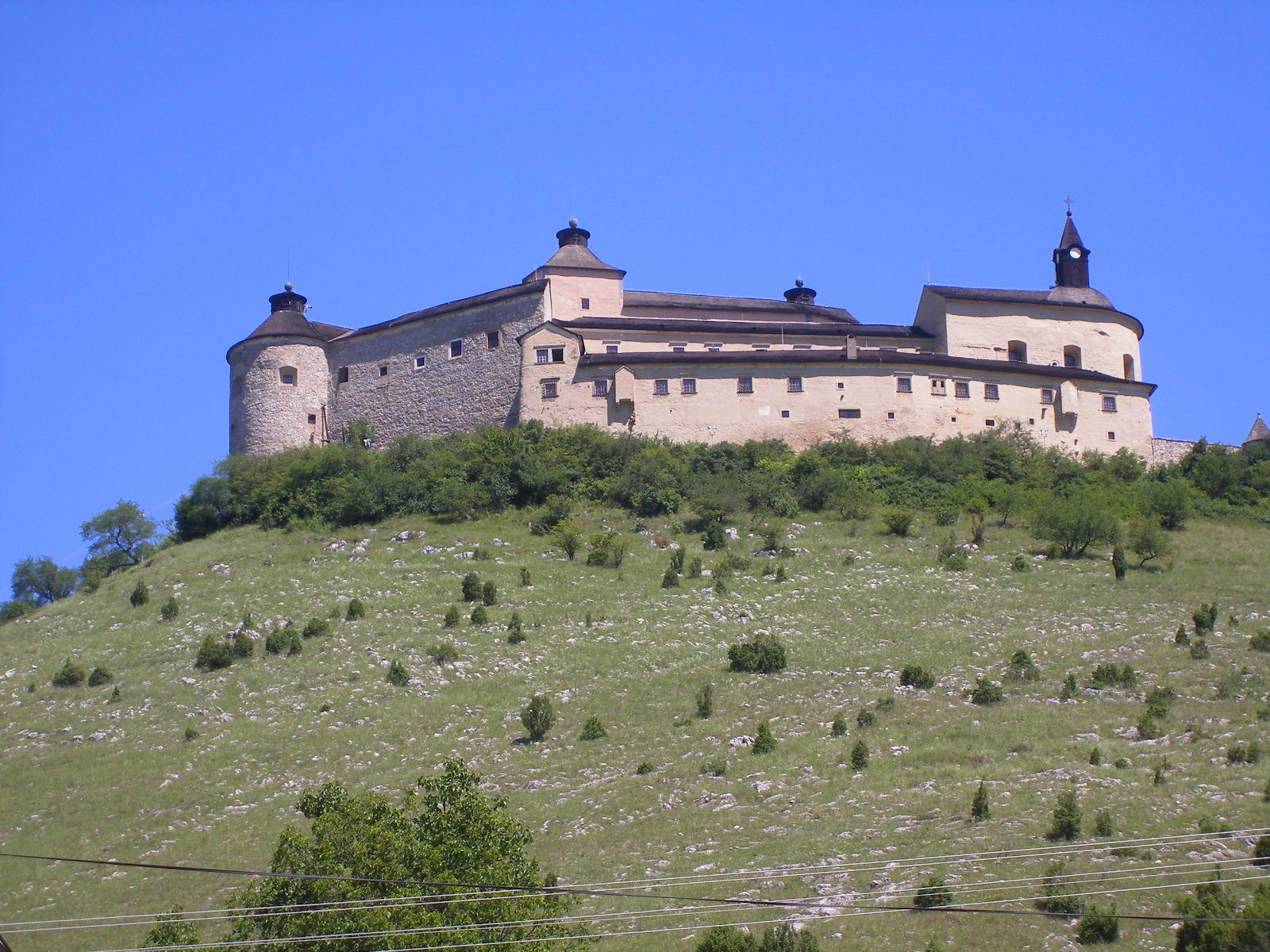
Krásna Hôrka

- Brehov
- Brzotín
- Budkovce
- Bukovec
- Gelnica
- Herľany
- Choňkovce
- Jasov
- Klin nad Bodrogom
- Košický hrad
- Krásna Hôrka
- Kysak
- Markušovce
- Parič
- Slanec
- Tibavský hrad
- Turňanský hrad
- Veľký Kamenec
- Vinné
- Zelená hora

## Nitranský kraj

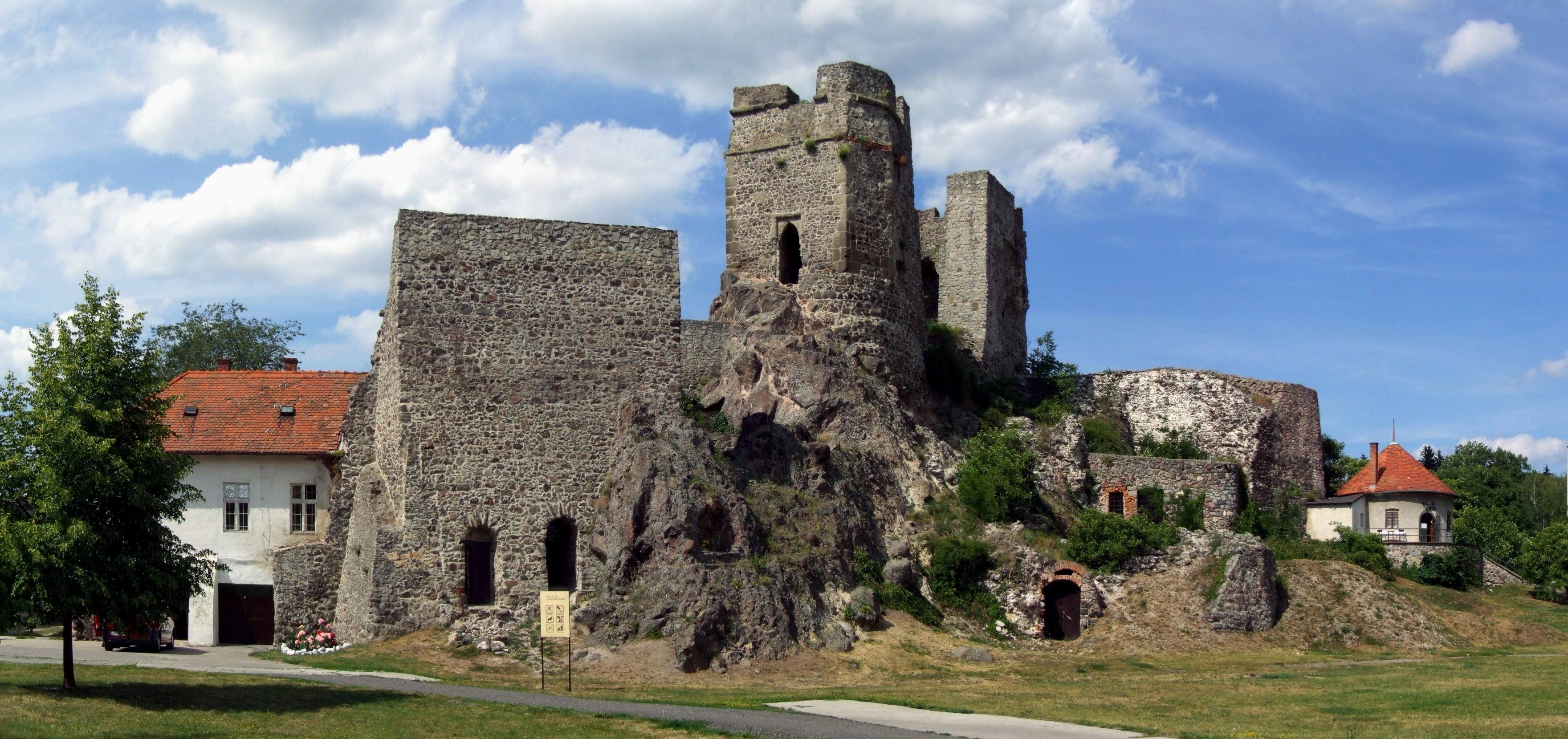
Levice

- Čierny hrad
- Gýmeš
- Horní Lefantovce
- Hrušovský hrad
- Komárno
- Komjatice
- Levice
- Nitranský hrad
- Oponický hrad
- Topoľčianský hrad
- Živánská věž

## Prešovský kraj

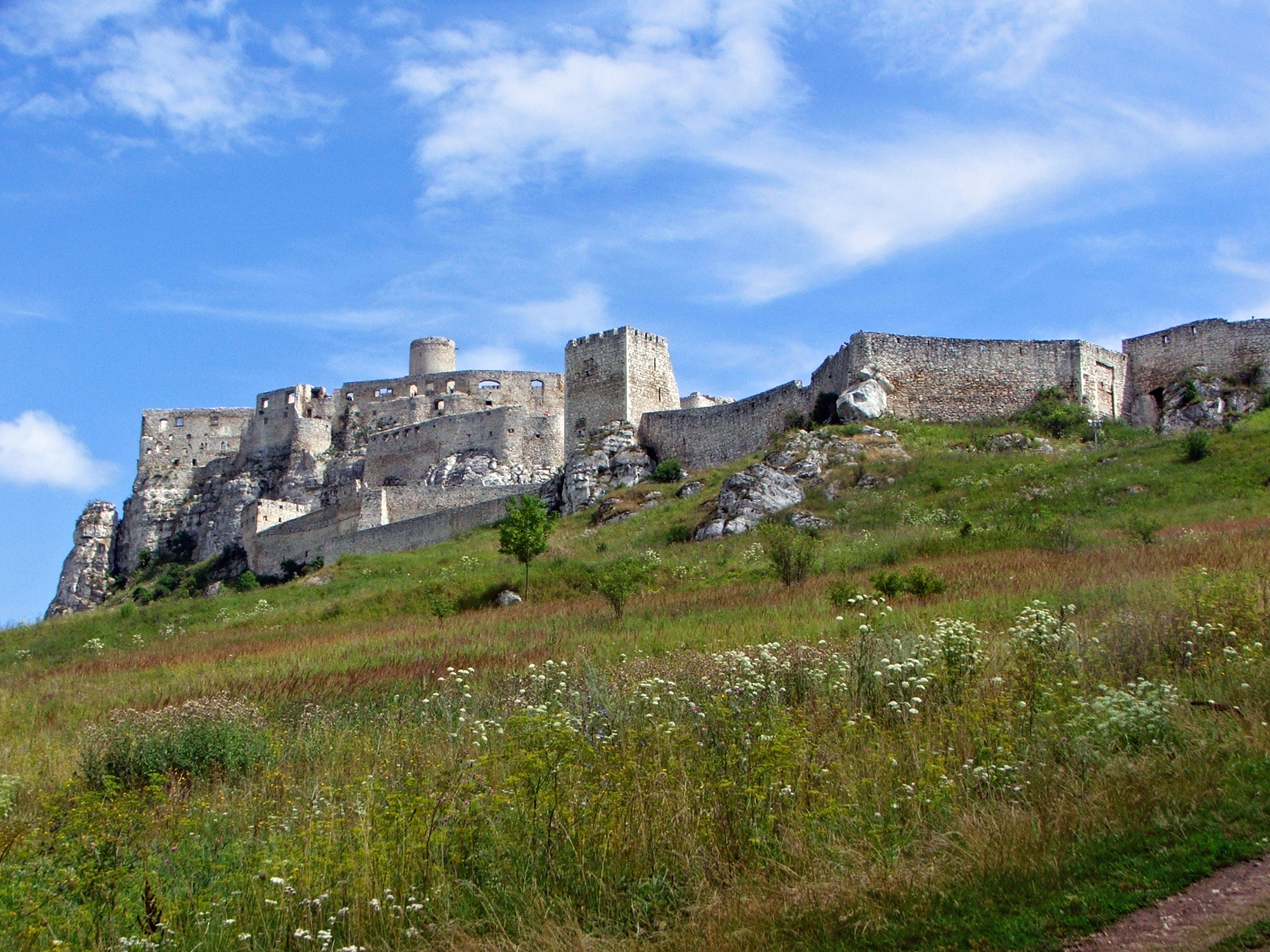
Spišský hrad

- Brekov
- Brezovica
- Cejkov
- Čičava
- Hamborek (též Brezovička)
- Hanigovský hrad
- Jasenov
- Kamenica
- Kapušany
- Kežmarok
- Ľubovňanský hrad
- Plaveč
- Šebeš
- Spišský hrad
- Šarišský hrad
- Zbojnícký hrad
- Zborovský hrad

## Trenčínský kraj

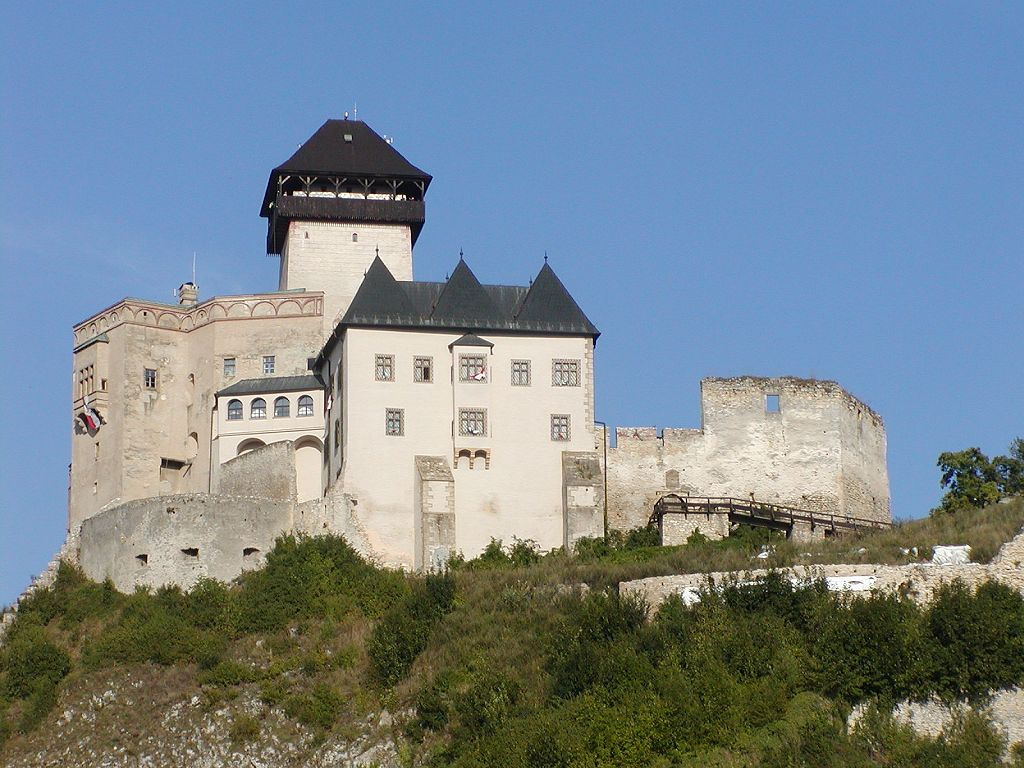
Trenčínský hrad

- Bánovský hrad
- Beckov
- Čachtice
- Hrádok (též Čierna Lehota)
- Ilavský hrad
- Košeca
- Lednica
- Považský hrad
- Sivý kameň
- Tematín
- Trenčín
- Uhrovecký hrad
- Vršatec
- Žabokreky nad Nitrou

## Trnavský kraj

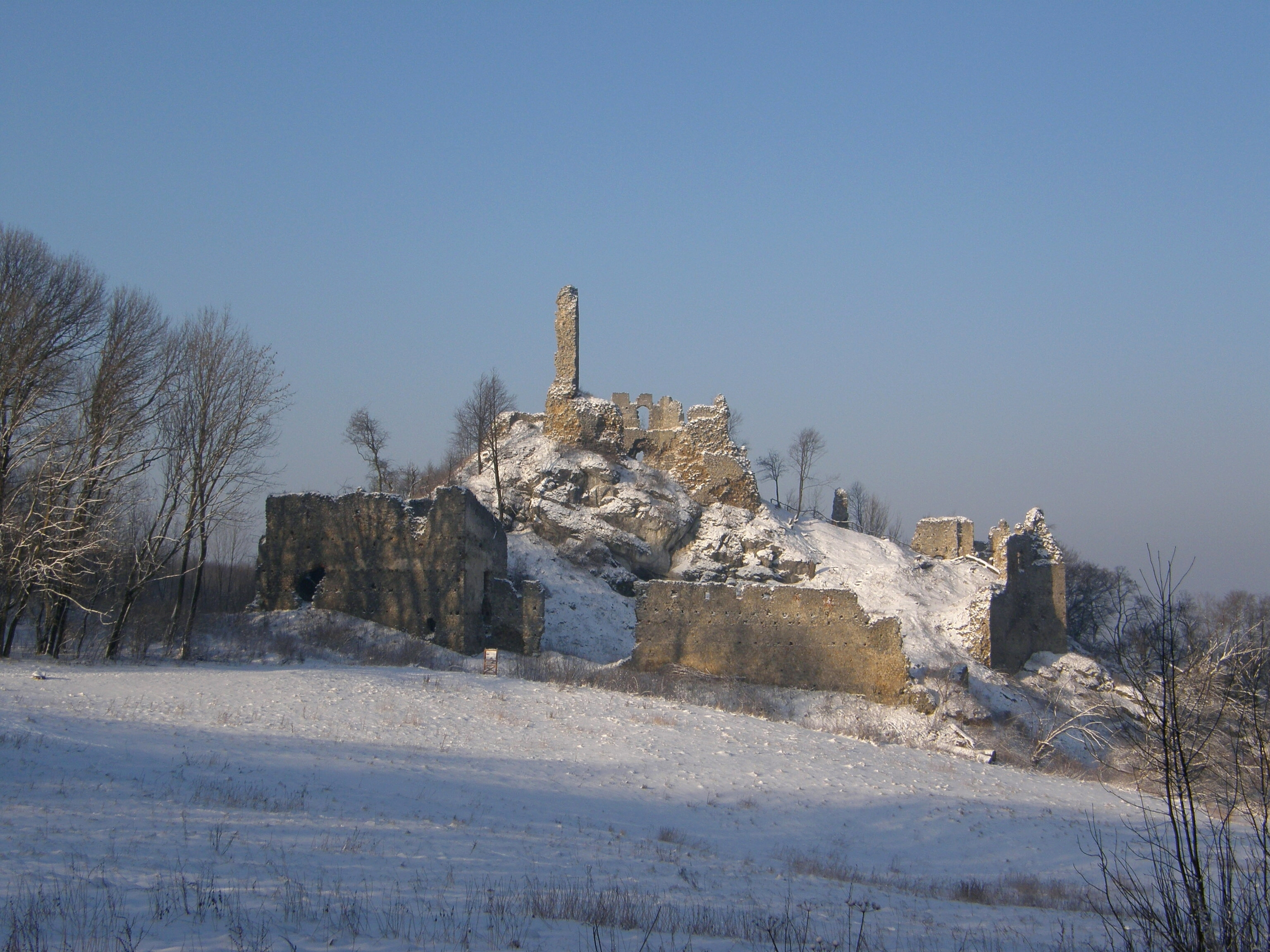
Korlátka

- Branč
- Dobrá Voda
- Ostrý Kameň
- Korlátka
- Krupá

## Žilinský kraj

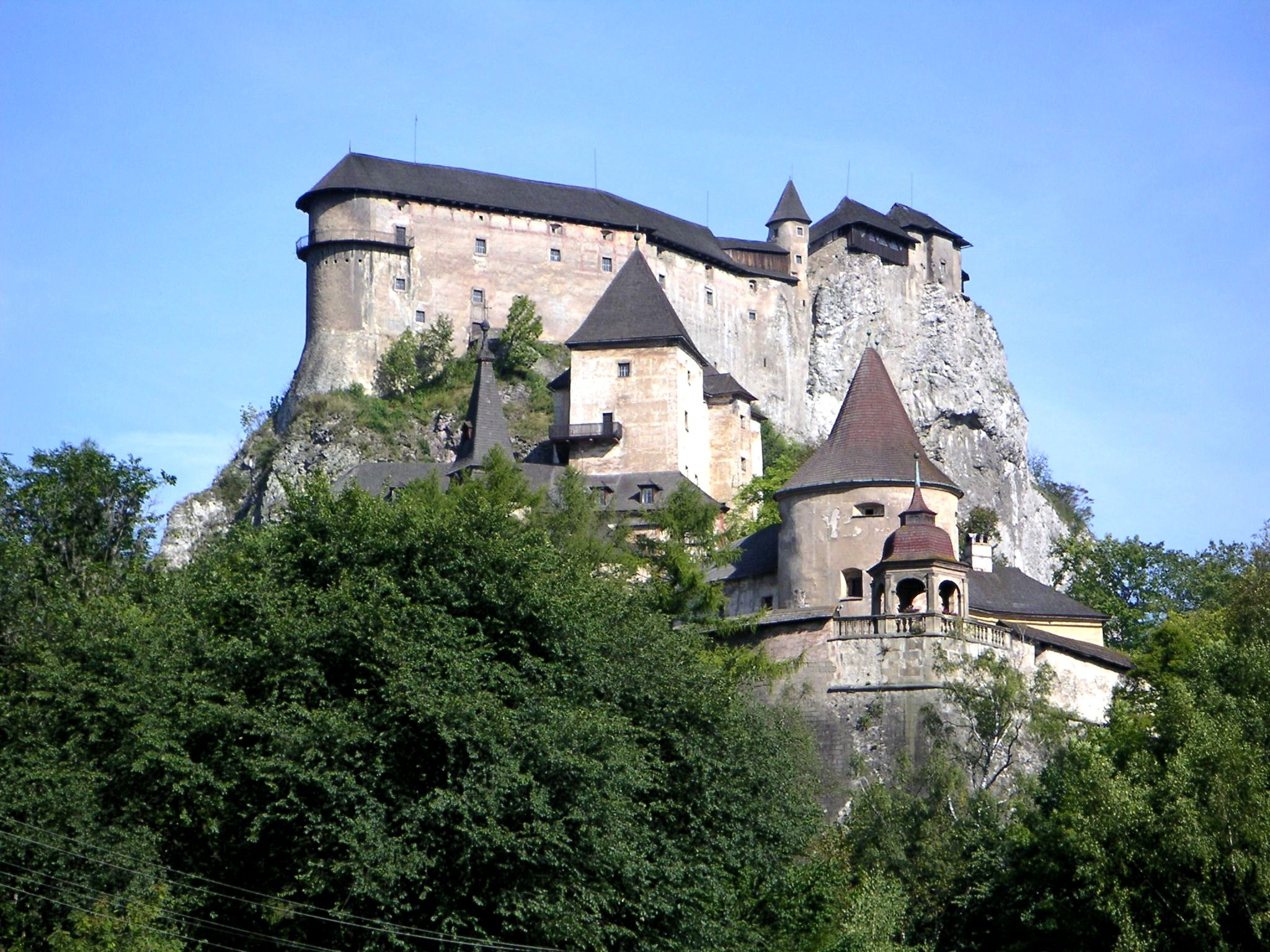
Oravský hrad

- Blatnica
- Bytča
- Hričovský hrad
- Lietavský hrad
- Likava
- Liptovský hrad
- Liptovský Hrádok
- Oravský hrad
- Sklabinský hrad
- Starý hrad
- Strečno
- Súľov
- Zniev